# 心理科学部
心理科学部（しんりかがくぶ）は文系のイメージが強い心理学部とは違い、こころの科学として文理連携を目指して開設された学部。従来の心理学のほか、心の背景にある脳の働きを理解するための医科学、認知科学系の学問を配置しているという特色がある。
国際心理科学連合（International Union of Psychological Science）は、生物的・社会的、正常・異常、純粋・応用という非常に幅広い視点で心を扱うのが心理科学であると宣言しており、また、American Psychological Societyの学術雑誌Psychological Scienceには投稿領域として、認知科学、神経科学、言語学、社会学が含まれている。この2つの心理科学を標榜する学術団体の意図しているところは、心を研究するためには非常に幅広い視点が必要であるということである。
心理科学部を持つ大学としては、北海道医療大学が2002年に、日本で最初に開設した。

## 心理科学部を置く日本の大学
- 北海道医療大学（2002年度～）
- 広島国際大学（2006年度～）（前身の人間環境学部から改組転換）

## 取得できる資格
一定の単位取得要件を満たし卒業することで取得できる資格
- 認定心理士-社団法人日本心理学会が定める認定資格。同学会の定める心理学系の単位を取得することで取得できる。詳細は当該項目参照。

卒業と同時に取得できる資格
- 社会福祉主事任用資格-公務員として福祉に関する業務につく際、必要な任用資格。■主権要件は当該項目参照。
- 児童心理士任用資格-児童相談書などで必要な任用資格。
- 児童福祉司任用資格-児童福祉に従事する場合に必要な資格。
- 児童指導員任用資格-児童指導に従事する場合に必要な資格。